# 北京市太子峪陵园
39°50′09″N 116°09′55″E / 39.835884°N 116.165245°E
北京市太子峪陵园，位于北京市丰台区长辛店镇太子峪杨家坟村，是北京市属陵园之一。

## 简介
北京市太子峪陵园始建于1988年。南为京石高速公路，东为永定河，北为燕山山脉，三面环山，坐北朝南。该陵园是北京市规模最大、安葬骨灰数量最多的陵园。该陵园因位于太子峪而得名。根据地方志记载，太子峪过去是明朝太子陵寝，故称“太子峪”。